# Neobracea ekmanii
Neobracea ekmanii är en oleanderväxtart som beskrevs av Ignatz Urban. Neobracea ekmanii ingår i släktet Neobracea och familjen oleanderväxter. Inga underarter finns listade i Catalogue of Life.